# Операція «Довга рука»
Операція «Довга рука» (івр. מבצע יד ארוכה) — військова операція Армії оборони Ізраїлю, повітряне бомбардування ВПС Ізраїлю нафтобаз, електростанцій та інших військових об'єктів хуситів у портовому місті Ходейда в Ємені, яке було проведено 20 липня 2024 року у другій половині дня. Напад було проведено у відповідь на численні атаки хуситів на Ізраїль, через день після того, як у Тель-Авіві вибухнув безпілотник, запущений із Ємену. Атака була здійснена строєм винищувачів та літаків-розвідників у супроводі літака-заправника.
Повітряний удар став першою атакою Ізраїлю в Ємені, що лежить на відстані 1800 кілометрів від кордонів Ізраїлю.
Саудівське видання новин AlHadath повідомило, що троє людей загинули, і 15 зазнали поранень. Пов'язаний із «Хезболлою» телеканал Al Mayadeen повідомив, що через удари в кількох районах Ходейди сталися перебої з електропостачанням.